# Marcalgergelyi
Marcalgergelyi je vesnice v Maďarsku v župě Veszprém, spadající pod okres Pápa. Nachází se asi 13 km severovýchodně od Celldömölku, 17 km západně od Pápy, 31 km jihovýchodně od Beledu a 33 km severovýchodně od Sárváru. V roce 2015 zde žilo 368 obyvatel, z nichž 94 % tvoří Maďaři.
Kromě hlavní části Marcalgergelyi zahrnuje i malou část Újmajor.
Marcalgergelyi leží na silnici 84117. Je přímo silničně spojeno s obcemi Adorjánháza, Külsővat, Mersevát, Nemesszalók, Szergény a Vinár. Poblíže Marcalgergelyi protéká řeka Marcal a potok Gergelyi-övárok. Poblíže se nachází rybník Joó.
V Marcalgergelyi se nachází evangelický kostel, hřbitov a hospoda.